# Kim Byung-joo
Kim Byung-joo est un judoka sud-coréen né le 14 janvier 1968.

## Biographie
Il dispute les Jeux olympiques d'été de 1992 à Barcelone où il remporte une médaille de bronze.

## Palmarès

### Jeux olympiques
- Jeux olympiques d'été de 1992 à Barcelone
  -  Médaille de bronze en -78 kg[1]

### Championnats du monde
- Championnats du monde de judo 1989
  -  Médaille d'or en -78 kg